# 南里文雄賞
南里文雄賞（なんりふみおしょう）とは、かつてジャズ情報誌『スイングジャーナル』が主催していたジャズの賞である。過去1年間を通じて日本ジャズ界の発展に最も大きく貢献した人に対して贈られていた。
ジャズ・トランペット奏者南里文雄が亡くなった1975（昭和50）年に設立され、『スイングジャーナル』が休刊となった2010年（平成22年）まで続いた。同誌の事実上の後継である『Jazz Japan』では、年1回「Jazz Japan Award」を選定して掲載している。

## 過去の受賞者

### 第1回（1976年）
- 穐吉敏子　ジャズピアニスト（バークリー音楽院（現バークリー音楽大学）留学）
- 野口久光　ジャズ、ミュージカル、映画評論家（現東京芸術大学卒業）

### 第2回（1977年）
- 渡辺貞夫　アルトサックス・プレイヤー（バークリー音楽院（現バークリー音楽大学）留学）

### 第3回（1978年）
- 松本英彦　テナーサックス奏者（無線電信講習所（現電気通信大学）出身）
- 北村英治　ジャズクラリネット奏者（慶應義塾大学出身）

### 第5回（1980年）
- 富樫雅彦　ジャズパーカッショニスト

### 第6回（1981年）
- ジョージ川口　ジャズドラマー

### 第7回（1982年）
- 原信夫　サックス・プレイヤー

### 第8回（1983年）
- 前田憲男　ジャズピアニスト、作曲家、編曲家、指揮者

### 第9回（1984年）
・佐藤允彦　ジャズピアニスト、作・編曲家

### 第10回（1985年）
- 宮間利之　アルトサックス奏者

### 第11回（1986年）
- 笈田敏夫　ジャズボーカリスト（慶應義塾大学卒業）

### 第12回（1987年）
- 高橋達也　サックス奏者

### 第13回（1988年）
- マーサ三宅　ジャズヴォーカリスト

### 第14回（1989年）
- 日野皓正　ジャズトランペッター

### 第15回（1990年）
- 山下洋輔　ジャズピアニスト（国立音楽大学卒業）

### 第16回（1991年）
- 渡辺香津美　ジャズ・ギタリスト

### 第17回（1992年）
- 高柳昌行　ギタリスト

### 第18回（1993年）
- 鈴木章治　クラリネット奏者

### 第19回（1994年）
- 今田勝 　ジャズピアニスト（明治大学出身）

### 第20回（1995年）
- 猪俣猛　ドラマー

### 第21回（1996年）
- 尾田悟　サックス奏者

### 第23回（1998年）
- 澤田駿吾　ジャズ・ギタリスト

### 第24回（1999年）
- 中村照夫　ベーシスト

### 第25回（2000年）
- 日野元彦　ジャズドラマー

### 第26回（2001年）
- 藤家虹二　クラリネット奏者（東京藝術大学卒業）

### 第27回（2002年）
- 森山威男　ジャズドラマー（東京藝術大学卒業）

### 第28回（2003年）
- 世良譲　ジャズピアニスト（明治大学出身）

### 第29回（2004年）
- 森寿男　（東京藝術大学卒業）

### 第30回（2005年）
- 大隅寿男　ジャズドラマー、プロデューサー（明治大学出身）

### 第31回（2006年）
- 辛島文雄　ジャズピアニスト（九州大学出身）

### 第32回（2007年）
- 小曽根真　ジャズピアニスト（バークリー音楽大学卒業）

### 第33回（2008年）
- 寺井尚子　ジャズ・ヴァイオリニスト

### 第34回（2009年）
- 鈴木勲　ジャズ・ベーシスト

### 第35回（2010年）
- 鈴木良雄　ジャズ・ベーシスト